# レイライン
レイライン（ley line）とは、古代の遺跡には直線的に並ぶよう建造されたものがあるという仮説で、その遺跡群が描く直線をさす。レイラインが提唱されているケースには古代イギリスの巨石遺跡群などがある。レイラインの存在は1921年にイギリス人のアマチュア考古学者アルフレッド・ワトキンス(en:Alfred Watkins)によって提唱され、その著書『The Old Straight Track』(古い直線路)によって遺跡の直線的配置性が世間一般の注意を引きつけることとなった。

## 概要
地図を開けば、遺跡が一列に並んでいるように見える直線を見つけることはそう難しいことではない。にもかかわらず、レイラインの存在を認める動きは学術的には主流とは言えない。その理由としては、レイラインが実在するならば、古代の人々がどうしてそのような直線性を持たせたのかが不明であり、さらには存在するかに見えるその直線性はまったくの偶然にでも発生するのではないかという疑いをぬぐえないためである。こうした事態について解釈を試みる領域はいくつかあり、次のとおりである。
- 考古学: 考古学の新領域である考古測地学は、測地学を有史以前のものに適用し考古学的な知見を得るものである。近代測地学が優位であるのは一面にはその測量技術がある。測地学を用いて解析すると、レイラインと呼ばれるものは古代人が測量し、所有権を主張するために引いたか単に一般的な街道を作ったかしたものであろうと推察される。時代の新古を問わず多くの社会において、重要な地点同士を結ぶまっすぐな線は作られており、考古学者はこうした伝統があることを指摘している。近代的な測量により、地形においてもこうした直線性があることも確認されている。人の建造物と活動拠点の並びが、人が直線というものを利用していたということを反映しているのは妥当だといえる。
- 文明論: 多くの文化において、特徴的な地形を横切る直線というものは発見できる。南米では山頂を結ぶ直線がしばしば見受けられる。ナスカの地上絵、サハマの地上絵は古代の長大な直線を語る上で有名な例だといえる。このまっすぐな道というのは今日ではメキシコのテオティワカンにある遺跡にも存在する。古代の道の上に作られた近代の道は二つの巨大なピラミッドの間を今は通っていないが。ニューメキシコ州北西のチャコ文明(Chaco Culture)においては、道をまっすぐに作るために砂岩絶壁を階段状に切り開いている。
- ニューエイジ: レイラインやレイライン同士の交点は、風水・ダウジング・UFOのようなものを含む神秘的、超自然的なエネルギーに共鳴する地点だと考える人々がいる。およそ、UFOはレイラインに沿って航行する（車が道路を利用するように）、という風に。こうした主張はレイラインが電磁気的なエネルギーを有しているという想像の元に仮定されている。
- 懐疑派: レイラインの存在に懐疑的な者は往々にしてレイラインを疑似科学に分類する。彼らは古代文明がレイラインというものを意図的に作ったという説に懐疑的であり、レイラインなるものは超科学や疑似科学を必要とすることなしに説明できるだろうと考えている。

## ワトキンスと『古い直線路』
レイという概念は1921年6月30日、アルフレッド・ワトキンスによって提案された。
ワトキンスはイギリス中部のヘレフォードシャー州にあるブレッドウォーディン(en:Bredwardineを訪れ、近くにある丘陵が連なる地へと車で出かけた。
そのとき、丘の頂上をつなぐ小道同士が一直線につながっているように見えることに気付き、地図を確かめ、それらの場所が一直線に連なっていることを確認した。彼は後に息子にこの体験を「あらゆるものが瞬くように私の中へ入り込んだ」と語った。これを聞いた人の中には、彼の感じた「瞬き」というのはいわゆる神秘的な体験なのだろうと言ったものもいた。
しかし、ワトキンスより以前の1870年9月にウィリアム・ヘンリー・ブラック(William Henry Black)がヘレフォードにあるイギリス考古学協会に「Boundaries and Landmarks（大地に引かれた境界と名所旧跡）」という説を主張していた。その中で、彼は「名所旧跡は、西ヨーロッパ全域に巨大な地理的な線を描くような位置に存在している」という仮説を立てた。ワトキンスが上記のように感じたのは、彼がこの仮説を読み、それを頭の片隅においていたからかもしれない。
古代、イギリスがもっと深い森に覆われていた頃、村と村はこの直線状の道が織り成すネットワークによってつながっており、小高い丘は案内板の役目を果たしていたのではないか、とワトキンスは考えた。
目印となる立石や塚、人造池などは古代ブリトン人の手によって作られたもので、ワトキンスはこれらの繋がりをレイ（妖精の鎖）と名付け、綿密に調査すれば太古の風景を蘇らせる事が可能になると考えた。
この考察は1921年9月にヘレフォードのウールホープクラブ（Woolhope Club。ヘレフォードシャー州の郷土史、考古学などへの支援団体）で公に発表された。ワトキンスの功績は後に1882年発行の同クラブ会誌"G.H.Piper's" に取り上げられ、その中で、次のように書かれた。
アスガリッド・ヴァウル山から北のアーサー石までひいた線は、ハタロルの丘、オールドキャッスル村、ロングタウン城、ユリシェイ城跡、スノッドヒル城を通る。これらの線を考え出したと想像される古代の測量士たちはドッドマン dodman（カタツムリの男）と呼ばれた。
しかし、その後の研究でドッドという言葉は道造りではなく畝を真っ直ぐする行為を意味することが分かり、ドッドマンに関する仮説は誤りである事が分かった。
ワトキンスは自身の考察を『Early British Trackways（古代英国の軌道路）』と『The Old Straight Track（古い直線路）』という本に著した。しかし、考古学学会からは懐疑的な目で見られ一般にはあまり受け入れられなかった。考古学者O.G.S.カウフォード(en:O. G. S. Crawford)は学術誌『Antiquity』にこの本の宣伝を掲載することを拒み、これが一般の学者に受け入れられない事態を助長した。
学閥から否定された後もワトキンスは独自の研究会を組織し地図研究や情報交換を続けたが、その研究はラインが直線になっていないなど、重大な事実誤認が含まれている。
2004年ジョン・ブルーノ・エア (John Bruno Hare)は次のように記している。
「ワトキンスはレイラインと超自然的なものの関わりがあると主張したことはなかった。彼はレイラインが単に交易や記念碑的な意味合いで作られたものだと思っていたし、大変な昔まで遡ることができ、もしかすれば新石器時代、少なくともローマ時代以前に既に存在していたと考えていただけだ。彼のレイラインに対するこだわりも風景写真への興味や、イギリスの片田舎を愛していた心から自然に芽生えたものだ。古代の英知に対しても努めて論理的であろうとしたし、今日レイライン説が晒されている風当たりには少々残念な思いでいるのではないだろうか。」
レイライン説に対する批判的な見方が強い一方で、専門家の中にはワトキンスと同じ考えを持つものもいる。巨石文化の研究者であるアレクサンダー・トム(en:Alexander Thom)は、複数の巨石の配置が直線的かどうかを詳細に検討することで、その巨石群を誰が作り上げたかを推し量ることが出来るのではないかと提案している。しかし、トムは巨石群の直線的配置に対しレイラインという用語を使うことは避けている。西欧人が南ペルーで発見した砂で描かれたナスカの地上絵が、巨石群のなす桁外れに長い直線に関する研究の助けとなっている。

## ニューエイジ思想的アプローチ: 不可思議で聖性あるライン
ワトキンスの提唱したレイラインの存在は、次のような作家達に取り上げられていった。
神秘学者のディオン・フォーチュンは1936年に自著である『The Goat-dooted God（山羊足の神）』という小説の中でレイライン説をいくらか紹介した。
大英博物館に所属する二人のイギリス人ダウザー（ダウジングにより地下水脈や鉱脈を探し当てる探求家）ロバート・ブースビー(en:Robert Boothby)とレジナルド・スミス(Reginald Smith)は、レイラインと地下水脈や地磁気の間には関係があるだろうと予想した。ガイ・アンダーウッド(Guy Underwood)は「負」の水の流れとダウジングに影響を与えるアクアスタット(apuastat)との線の交点が聖なる地となるという推論を主張した。彼は2つの線の重なりを聖なる点の上でいくつも発見し、holy lines（聖なるライン）と名付けた。
ナチスドイツの研究者であるヴィルヘルム・トイト (Willhelm Teudt) とヨーゼフ・ハインシュ (Josef Heinsch) らもまた、古代のチュートン民族が聖なる地を結んでできる"Heilige Linien"(聖なるライン)と呼ばれる桁外れに長い直線のネットワークを作り上げたと主張した。トイトはニーダーザクセン州のトイトブルクの森をドイツの中心として en:Externsteineという特定の位置に巨大石群を配置した。ナチは、考古学的あるいは歴史学的な事実とは無関係に、古代高度文明とその子孫であるアーリア民族を関連付け優越性を観念化しようとした。
詳細は英語版en:Nazi occultism（ナチにおけるオカルト思想）を読まれたい。
1960年代には、まっすぐな線が交差する点があるという考えと世界の様々な地相術的伝統に由来する思想とを関連付けて考えるようになった。
1961年、イギリスの発明家トニー・ウェッドは「UFOはエネルギーの渦が発生するスポットを目印にしている」という説をもとにUFO現象とレイ説を結びつけ、レイラインという名称を作り出し世に広めた。
ニューエイジ派の地相学者たちによると、レイラインを描くことで大地を"調(ととの)え"られたり、有史以前の交易路を明らかにすることが出来ると言われている。これらの例はジョン・ミッシェルの著作に見ることが出来る。彼は地理的配置に重きを置く風水の考え方に影響を受けていた。ミッシェルは新石器時代の人々は社会の調和が大地の調和に大きく関わっていると考えていたと考えた。その例として、中国や古代ギリシャ、アイルランド、スコットランドの人々は自らの寺院を大地の力が最も強い場所に立てたと主張した。ロスリンにあるロスリン寺院はテンプル騎士団が大地のエネルギーを調整して作った寺院であった。彼らは磁気的な力の分布を的確に把握した人であったし、彼らの残したものの一つとして羅針盤が今も残っている。

## 懐疑的アプローチ: 確率論的に直線は引けてしまう
懐疑論者の中には、レイラインというものは存在せず、人間の想像の産物だと主張する者もいる。
ワトキンスがレイラインを発見した時期というのは、イギリス地理院が余暇を楽しむ人たちのために地図を発売し、それまでより地図の値段が安くなり人々が入手しやすくなった時期と重なっている。そのためレイラインの存在が人々の間で広く受け入れられた。

80本の直線がランダムな137点に対して描ける

次のようなことを主張する者もいる。イギリスやその他のヨーロッパ諸国では、有史あるいはそれ以前の史跡が高密度に点在しているため、それらを結ぶ直線が引ける（往々にしてそういうものはわざわざ合うように引かれる）というのはごく当たり前のことであるし、おそらくは単に偶然だといえるだろう、と。
右に示した図は、試しにランダムに点を打ちその近くを通る線を引いていくという作業を行ったものだ。このテストの目的は、ランダムな点の間にでもおよそ“精確な”線を引くことが出来る、ということを示すことだ。ごく自然なこととして、このレイラインというものが人為的でなくとも確率的に発見できるものなのか、それとも確率論を超えた人の意思によって作られたものなのか、これは論議の対象となっている。
（数学的な考察に関しては、ランダムに配した点がなす直線を参照されたい。）
レイラインが交易路だとする説に対しては、山岳や河川があり水路や橋を必要とする場合は特に、目的地間を結ぶ直線状の道というのが必ずしも理想的な経路を描かない、ということを懐疑論者たちは指摘している。

## 地図に引ける線は全てレイラインと呼べるか
地図上を眺めればそこにレイラインが浮かび上がってくることは、多くの人が賛同できるだろう。レイラインについて提唱されている古代の魔術的理論の信奉者、そしてそれに対する懐疑派どちらもが巨石群や遺跡をつないだ線が見えうるということには同意している。
懐疑派の多くは、ランダムに点描してもレイラインらしく見える直線が引けるという意見と、地図上に直線が見えることは矛盾しないし、矛盾しないが故にこの直線を別な方法で説明する必要もないと考えている。混沌魔術師にはこの統計学的なアプローチと矛盾しない思想を持ち、自身の自然発生説と調和が取れていると主張する者がいる。しかし、多くは上記のような統計学的アプローチは地図上に見える事実をきちんと説明できなければならないと考えている。詳細な検討は仮説検定、反証可能性、オッカムの剃刀に詳しい。
レイラインという並びの偶然性の真偽を議論するうえで、"直線"というものの定義を精確に行うことは有意義だ。ワトキンスのレイラインの精確な定義として一般に受け入れられているものとして以下が挙げられる。
遺跡などの数地点が少なくとも0.25度の円弧に含まれること
ワトキンスはさらに、ラインの偶然性について、
図中に3点だけ描いたとき、その3点が直線をなしている可能性は1/720である
しかし、こうした偶然の一致が起こる確率は打つ点数を増やせば速やかに増大する。ランダムに10点を打ったなら、平均して1本は3点が乗る直線が描けるし、12点打てば2本は引けるようになる。
3点が乗る直線が引けるからといって、それがすぐレイラインの存在を証明できるわけではない。しかし、綺麗に整ったそれらしい線が目の前に存在するではないか。
レイラインの存在は、少なくともそれらしい4点以上をもって確認すべきである。3点だけなら、価値の下がるほかのもの、直交する道やそれらしい街道などとともに確認するのが効果的だろう。
レイラインを地図の上で探していく上では、次のことにも充分注意を払わねばならない。1/10万の縮尺の地図上に幅0.5ミリメートルの線を引いたとして、それは実寸では幅50メートルの線になるのである。また、引いた線が0.25度ずれたとして、その直線を4.5キロ分（すなわち地図上で4.5センチ）延ばせば、地図上では200メートルずれることになる。

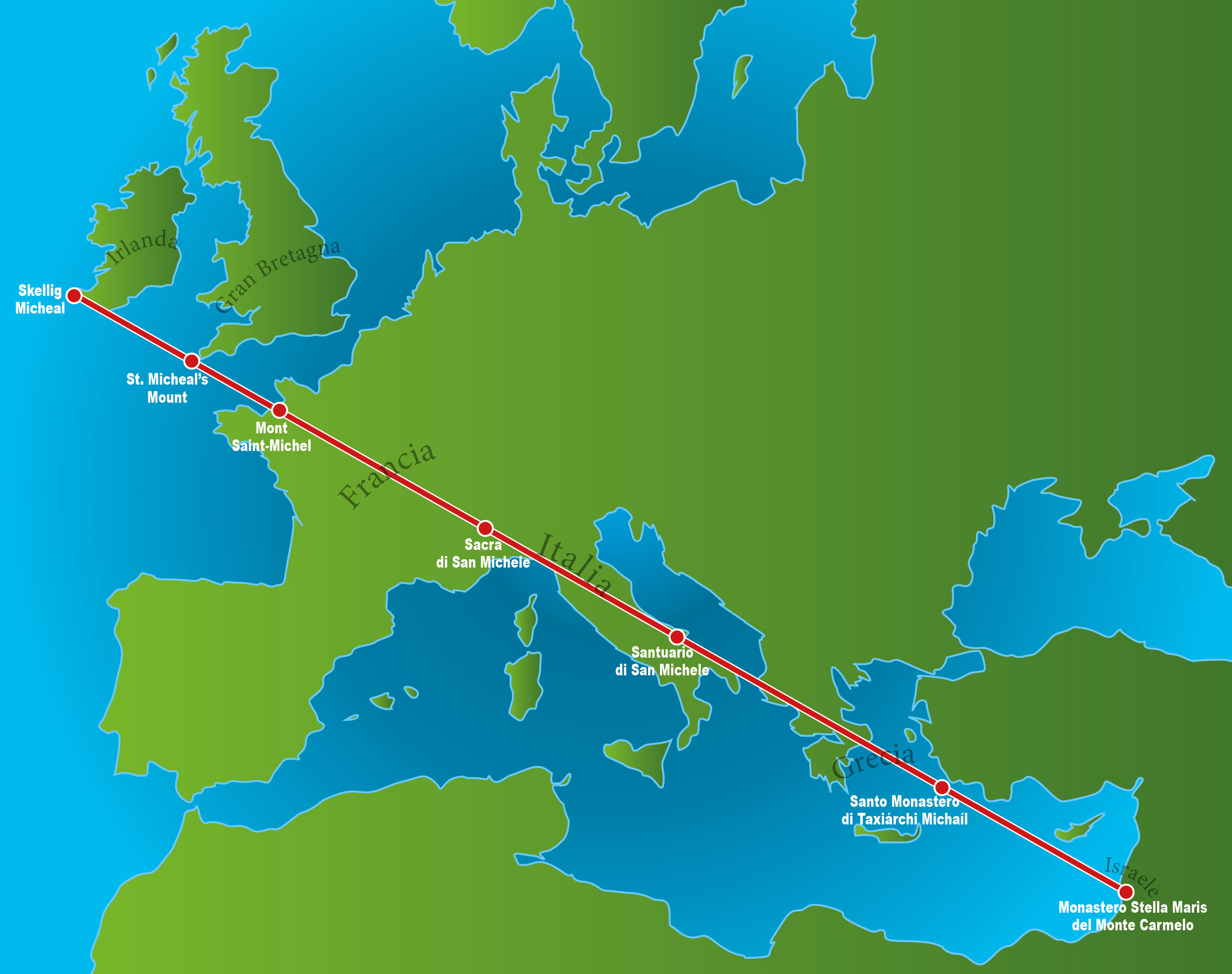
聖ミカエルラインはアイルランドからイスラエルまで続く

## 論争
レイラインと呼ばれているものは遺跡が偶然そう見えるように並んだ結果に過ぎないという、レイラインを認めるうえで否定されなければならないこの仮説を裏付けるために提唱されている前述の理論は、実のところレイライン説を否定する的確な説だというわけではない。しかし、懐疑派の人間に、ランダムに点を打ち直線を引いてみるあのテストに裏付けられた主張は現実に見受けられるレイラインの存在の前に否定されてしまう、と考えさせるにいたってもいない。
懐疑派の大半は、もし伝説や逸話などではなく、物理的な、つまり地磁気の存在だとか考古学的な検証だとかがレイライン上にあるのであれば、自らの懐疑的な立場を再考してもいい、と思っている。しかし懐疑派はこうした疑う余地のない証拠というものをレイラインは持ち合わせていないだろうと考えている。
レイラインについては幅広い信仰や理論があるが、それらの多くは反証可能でなく、基本的に科学的な検証方法に則っていない。中にはレイラインが科学的な根拠をもちうると主張する人もいるが、そうした説は大半がレイラインに関心のない人や積極的に否定説を唱える人々の唱えるものである。

## 学術調査
レイライン説についての検証の中では、レイラインが通る地点のいくつかでは地磁気の影響が平均値よりも強いと言われている。こうした説は『Places of Power（力ある場所）』(en:Paul Devereux著、ブランフォード社1990年発行)と『Lodestone Compass: Chinese or Olmec Primacy?（磁鉄鉱のコンパス:中華文明やオルメカ文明の卓越した技術か？）』(John B. Carlson,サイエンス,1975)に詳しい。

## 聖なるライン
1969年に岸俊男は、日本の藤原京遺跡のメインストリートである朱雀大路の延長線上に、檜隈前大内陵、菖蒲池古墳、中尾山古墳が存在することを指摘した。1972年に発見された高松塚古墳の壁画をもとに直木孝次郎がそれぞれの古墳の被葬者を推測したところ、マスコミはその直線を「聖なるライン」と名付けて報じて世間の注目を集めたが「聖なるライン」説の意義は学術的には評価されなかった。その後、藤堂かほるが藤原京大極殿の真北に天智天皇陵があることから、その造営時期を文武天皇の時代とする説を発表したところ、猪熊兼勝がそれを承けて「聖なるライン」説に大極殿、天智天皇陵、高松塚古墳、キトラ古墳を加えた、新しい「聖なるライン」説を提唱した。猪熊によれば、それらの遺跡は、すべて東経135度48分19-29秒の範囲にあり、誤差は10秒以内に収まることから「聖なるライン」は意識的に作られたものであり、計画したのは天武天皇だと主張している。
小澤毅は新しい「聖なるライン」説について、天智天皇陵からキトラ古墳までは南北2キロメートル弱しかなく、正確に揃えるつもりならばもっと精度を出すことも可能であったはずだが、この範囲で10秒（この地域では約255メートル）は誤差としては大きすぎ、意図して並べたとは考えられないと述べている。
よく語られるものとして、フランスのモン・サン・ミシェルに対しイギリスの英語で同名のセント・マイケルズ・マウントが夏至の日の日没の方向にあり、これがセント・マイケルズ・レイラインとされる。フランスのモン・サン・ミシェル創建時、古代の信仰の対象だったことを思わせる巨石があり、もともと古代信仰の聖地だったともいう。この説では、さらに、この直線上にいずれも大天使ミカエルゆかりのアイルランドのスケリッグ・マイケル、イタリアのサクラ・ディ・サン・ミケーレとモンテ・サンタンジェロが一直線上にあり、いずれも古代信仰の聖地だったと説明することもある。

## フィクションでのレイライン
多くの剣と魔法の世界に於いて 世界はレイラインをわずかな魔力の一分野として扱っている。またレイラインが交差する点においては、魔力は普段より強くなる。この例はカードゲームであるマジック:ザ・ギャザリングシリーズの中においても見られる。
　小説『レイライン：千三百年間の謎、『レイライン２：もう一つの剣、『レイライン3：アマテラス・サーガ』では、レイラインがストーリィの重要な構成要素になっている。特に、平安時代以前の日本における地図の役割を果たしたという考察は学術的にも興味深い。また、『なぜ、神社は直線に並ぶのか？: レイラインガイドブック』では、日本の多くのレイラインの作成関与者、作成時期、その目的などに言及し、そのルーツが縄文時代にあるという説を展開している。『レイライン3』において、紀ノ川から吉野川に至る中央構造線、その線上に位置する沼島が一つのレイラインを形成し、徳島県内に位置した邪馬台国がこのライン上に沿って地質学的に観察される辰砂（水銀朱）や結晶片岩を根拠に一つの文化圏であって、やがて葛城（奈良県）に移住した根拠としている。

## 比較項目
- 風水
- 龍脈
- 地電流、地磁気
- ソングライン